# Muscatine megye
Muscatine megye az Amerikai Egyesült Államokban, azon belül Iowa államban található. Megyeszékhelye és legnagyobb városa Muscatine. Lakosainak száma 43 235 fő (2020. április 1.). Muscatine megye Cedar, Louisa, Scott, Rock Island és Johnson megyékkel határos.

## Népesség
A megye népességének változása:
| Lakosok száma | 28 242 | 29 505 | 42 751 | 42 763 | 42 859 | 42 836 | 43 011 | 43 235 |
|               | 1900   | 1910   | 2010   | 2011   | 2012   | 2013   | 2015   | 2020   |